# Naturschutzgebiet Kradepohlsmühle
Das Naturschutzgebiet Kradepohlsmühle erstreckt sich im Stadtteil Gronau von Bergisch Gladbach in der Umgebung der Kradepohlsmühle. Es ist ein Teilgebiet der Schluchter Heide und der Bergischen Heideterrasse.

## Vegetation
Die Schutzausweisung erfolgt zur Erhaltung und Entwicklung eines kurzen Gewässerabschnittes der Strunde mit strukturreichen Auenbereichen. Es handelt sich um einen innerstädtischen Biotopverbund inmitten der Siedlungsflächen von Gronau. Das Gebiet ist gekennzeichnet durch einen gut entwickelten, strukturreichen Lebensraumkomplex mit auentypischen Biotopen feuchter und nasser Röhricht-, Hochstauden- und Gehölzflächen sowie einem altholz- und totholzreichen Eichen-Hainbuchenwald im Süden.